# Jordan Peele
Jordan Haworth Peele (Nueva York; 21 de febrero de 1979) es un actor, comediante, director y guionista estadounidense. Es conocido por protagonizar la serie de Comedy Central, Key & Peele y por ser parte del elenco de MADtv. En 2014 tuvo un rol recurrente en la serie de FX, Fargo.
Peele saltó a la fama como actor gracias a su papel protagónico en la serie de comedia Key and Peele, producida por Comedy Central. Luego de participar en varias otras producciones como actor, decidió entrar al mundo de la dirección, dirigiendo, escribiendo y produciendo la película Get Out, que obtuvo críticas positivas.
La cinta obtuvo el premio Óscar a mejor guion original en 2018, además de otras nominaciones ese mismo año.
En 2017, Peele fue incluido en la lista anual Time 100 de personas más influyentes en el mundo.

## Vida privada
Peele nació en la ciudad de Nueva York, su madre es Lucinda Williams, su padre murió cuando él tenía 6 años. Asistió al Sarah Lawrence College, pero abandonó los estudios para dedicarse a la comedia.
En 2013, Peele comenzó una relación con la actriz Chelsea Peretti. Se comprometieron en noviembre de 2015, y se casaron en una ceremonia íntima en abril de 2016.

## Filmografía

### Cine
| Año  | Título             | Papel              | Notas                          |
| ---- | ------------------ | ------------------ | ------------------------------ |
| 2008 | Boner Boyz!        | D-Rock Peppers     | Cortometraje                   |
| 2010 | Little Fockers     | EMT                |                                |
| 2010 | 3B                 | Rob                | Cortometraje                   |
| 2012 | Wanderlust         | Rodney             |                                |
| 2013 | The Sidekick       | Sidecar Willy      | Cortometraje                   |
| 2016 | Keanu              | Rell / Oil Dresden | También escritor y productor   |
| 2016 | Storks             | Beta Wolf          | Voz                            |
| 2017 | Get Out            | —                  | Director y guionista           |
| 2017 | Captain Underpants | Melvin Sneedly     | Voz                            |
| 2019 | Nosotros           | —                  | Director y guionista           |
| 2019 | Toy Story 4        | Bunny              | Voz                            |
| 2021 | Candyman           | —                  | Guionista                      |
| 2022 | Nope               | —                  | Director y guionista           |
| 2022 | Wendell & Wild     | Wild               | Guionista junto a Henry Selick |

### Televisión
| Año         | Título                                     | Papel                         | Notas                                                   |
| ----------- | ------------------------------------------ | ----------------------------- | ------------------------------------------------------- |
| 2003 - 2008 | MADtv                                      | Varios                        | 94 episodios. También guionista                         |
| 2009        | Reno 911!                                  | Three-Card Monte Guy          | Episodio: "Extradition to Thailand"                     |
| 2009        | The Station                                | Joe                           | Película para televisión                                |
| 2010–2015   | Childrens Hospital                         | Dr. Brian                     | 10 episodios                                            |
| 2011        | Love Bites                                 | Eli                           | Episodio: "Too Much Information"                        |
| 2012–2015   | Key & Peele                                | Varios                        | 54 episodios Cocreador, guionista y productor ejecutivo |
| 2013        | The Mindy Project                          | Nick                          | Episodio: "Mindy's Minute"                              |
| 2013        | Workaholics                                | Mark                          | Episodio: "The Worst Generation"                        |
| 2013        | Comedy Bang! Bang!                         | Tan Fu                        | Episodio: "Andy Samberg Wears a Plaid Shirt & Glasses"  |
| 2013        | Axe Cop                                    | Super Axe                     | Voz. Episodio: "Super Axe"                              |
| 2013        | Modern Family                              | Derrick                       | Episodio: "A Fair to Remember"                          |
| 2013–2014   | Kroll Show                                 | Ref Rondy / Varios personajes | 2 episodios                                             |
| 2014        | Bob's Burgers                              | Fanny / Sandy / Horace / Don  | Voz. 5 episodios                                        |
| 2014        | Fargo                                      | Agente especial Webb Pepper   | 4 episodios                                             |
| 2014        | Drunk History                              | Percy Julian                  | Episodio: "Montgomery, AL"                              |
| 2014        | Robot Chicken                              | Varios                        | Voz. Episodio: "Walking Dead Lobster"                   |
| 2015–2016   | Life in Pieces                             | Chad                          | 3 episodios                                             |
| 2015        | Rick y Morty                               | Fourth Dimensional Being      | Voz. Episodio: "A Rickle in Time"                       |
| 2015        | Wet Hot American Summer: First Day of Camp | Alan                          | 3 episodios                                             |
| 2017        | Big Mouth                                  | Ghost of Duke Ellington       | 10 episodios                                            |
| 2019        | Weird City: The One                        |                               | Productor ejecutivo y guionista. 1 episodio             |
| 2019-2020   | The Twilight Zone                          |                               | Productor ejecutivo y guionista. Todos los episodios    |

### Videos musicales
| Año  | Título                       | Rol     | Artista             |
| ---- | ---------------------------- | ------- | ------------------- |
| 2006 | "White & Nerdy"              | Gánster | "Weird Al" Yankovic |
| 2006 | "I Write Sins Not Tragedies" | Payaso  | Panic! at the Disco |

## Premios y distinciones
Premios Óscar
| Año  | Categoría            | Película       | Resultado |
| ---- | -------------------- | -------------- | --------- |
| 2018 | Mejor película       | Get Out        | Nominado  |
| 2018 | Mejor director       | Get Out        | Nominado  |
| 2018 | Mejor guion original | Get Out        | Ganador   |
| 2019 | Mejor película       | BlacKkKlansman | Nominado  |